# Картеано (Прато)
Картеано је насеље у Италији у округу Прато, региону Тоскана.
Према процени из 2011. у насељу је живело 22 становника. Насеље се налази на надморској висини од 146 м.